# Линдегрен, Иван Густавович
Иван Густавович (Иоганн Густав) Линдегрен (Линдгрен; нем. Johann Gustav Lindgren; 1802—1870) — российский медик, доктор медицины, ординарный профессор патологии и терапии Императорского Казанского университета; статский советник.

## Биография
Иоганн Линдегрен родился 1 (13) июня 1802 года в Ласдоне, в Венденском округе в семье местного местного землемера. Учился сначала в Рижской гимназии, а затем , с 1819 года, на медицинском факультете Императорского Дерптского университета.
По окончании университета в 1824 году, Линдегрен служил уездным врачом в Ардатове, Нижегородской губернии, затем был исполняющим должность уездного врача в Нижнем Новгороде (с 14 апреля 1825 года), врачом там же (с 5 ноября 1827 года) и старшим врачом (с 1 сентября 1829 года) больницы Нижегородского приказа общественного призрения (позднее Нижегородская губернская земская больница). 
Получив в 1830 году в Дерптском университете звание доктора медицины (акушера), Иоганн Густав Линдегрен, во время первой эпидемии холеры в России, принял деятельное участие в борьбе с этой болезнью в Нижнем Новгороде, причём представил трактат «О свойствах холеры» (1831), одобренный медицинским советом. 
Оставив в 1833 году врачебную практику, он решил посвятить себя профессуре и в 1837 году И. Г. Линдегрен был назначен в Императорский Казанский университет на кафедру частной патологии и терапии, читая в то же время историю медицины и токсикологию. В 1840 году произведён в коллежские советники, а в 1844 году получил чин статского советника.
С 1844 по 1845 год Иван Густавович Линдегрен был в командировке за границей с целью повышения квалификации, а в 1851 году был направлен в Санкт-Петербург для дачи объяснений по вопросу об учреждении госпитальной клиники при Казанском университете. Линдегрен являлся одним из главных деятелей в этой области и написал исследование о развитии госпитальной клиники при некоторых российских университетах. В 1862 году он был освобождён от кафедры за выслугой лет.
За время службы награждён орденами Святого Владимира 3-й степени (1856), Святой Анны 2-й степени (1849) с императорской короной (1853), Святой Анны 3-й степени (1831), а также знаками отличия беспорочной службы за XV, XX, XXV и XXX лет.
Иван Густавович Линдегрен скончался 18 (30) сентября 1870 года в Дрездене.